# Tillandsia superba
Tillandsia superba là một loài thuộc chi Tillandsia. Đây là loài bản địa của Bolivia và Ecuador.